# Danièle Ajoret
Danielle Ajoret, née Danielle Claudine Demolière, le 10 mai 1938 au Raincy, est une comédienne et actrice française.

## Biographie
Après avoir obtenu les deux premier prix de manière unanime au Conservatoire National Supérieur d'Art Dramatique lors de sa première année (prix de comédie classique et prix de comédie moderne), elle est engagée comme pensionnaire à la Comédie-Française en 1958. Elle restera jusqu'en 1965 et jouera les grands rôles de jeune première. On la retrouve notamment aux côtés de Robert Hirsch en tant qu'interprète de Junie dans Britannicus, et Sonia dans Crime et Châtiment dans l'adaptation de Gabriel Arout d'après le roman de Fiodor Dostoïevski.
Pour ses débuts à l'écran dans Il suffit d'aimer (1960), elle incarne Bernadette Soubirous, visionné plus de 500.000 fois sur YouTube en 2023. Elle reçoit pour ce rôle le prix d'interprétation au festival de Cork.
Elle joue dans La Horse, en tant qu'une des filles de Jean Gabin, et figure sur l'image du film reprise encore aujourd'hui lors de représentations documentaires, libraires et médiatiques de celui-ci.
Elle joue dans les "Confessions d'un enfant de coeur" réalisé par Jean L'Hôte, ainsi que dans de nombreux téléfilms, dont Pot-Bouille, Un grand amour de Balzac, Thérèse Humbert.
Surtout comédienne de théâtre, elle rejoint les troupes de Sacha Pitoëff et Jean-Laurent Cochet après son départ du français.

### Vie privée
Danièle Ajoret épouse en 1959 le comédien Claude Evrard, avec lequel elle a deux enfants, nés en 1964 et 1970.

## Théâtre
- 1958 : La Poudre aux yeux d'Eugène Labiche, mise scène Jacques Charon, Comédie-Française
- 1958 : À quoi rêvent les jeunes filles, d'Alfred de Musset, mise en scène Jacques Charon, Comédie-Française
- 1959 : Les Mal-aimés de François Mauriac, Comédie-Française
- 1959 : L'École des femmes, de Molière, mise en scène Jean Meyer, Comédie-Française : Agnès.
- 1961 : Britannicus, de Racine, mise en scène Michel Vitold, Comédie-Française : Junie.
- 1961 : Les Mœurs du temps de Bernard-Joseph Saurin, mise en scène Maurice Escande, Comédie-Française
- 1962 : La Troupe du Roy, Hommage à Molière, mise en scène Paul-Émile Deiber, Comédie-Française
- 1963 : Crime et Châtiment, de Gabriel Arout, d'après Dostoievski, mise en scène Michel Vitold, Comédie-Française : Sonia.
- 1965 : Les Zykov de Maxime Gorki, mise en scène Jean Leuvrais, Théâtre Récamier
- 1966 : Les Bas-fonds de Maxime Gorki, mise en scène Sacha Pitoëff, Théâtre Moderne
- 1967 : La Mouette d'Anton Tchekhov, mise en scène Sacha Pitoëff, Théâtre Moderne
- 1968 : Le Cygne noir de Martin Walser, mise en scène Sacha Pitoëff, Théâtre Moderne
- 1972 : Philippe Avron et Claude Evrard, Festival d'Avignon
- 1973 : Les Oublieux, Monoquinte..., Plus X de Robert Abirached et Serge Ganzl, mise en scène Philippe Avron et Claude Evrard, Festival d'Avignon
- 1980 : L'Habilleur, de Ronald Harwood, mise en scène Stéphan Meldegg, Théâtre de la Michodière
- 1983-84 : Oncle Vania, de Anton Tchekhov, au Théâtre Hébertot
- 1983-84 : Monsieur Vernet, de Jules Renard, au Théâtre Hébertot
- 1983-84 : La fenêtre, d'André Obey, Théâtre Hébertot
- 1988 : Et puis j'ai mis une cravate et je suis allé voir un psychiatre, d'Howard Buten, au Théatre de l'Odéon
- 1994 : Le Mal court de Jacques Audiberti, mise en scène Pierre Franck, Théâtre des Célestins
- 2013 : La Bonne Âme du Se-Tchouan de Bertolt Brecht, mise en scène Jean Bellorini, au Théâtre national de Toulouse et aux Ateliers Berthier du Théâtre de l’Odéon

## Filmographie

### Télévision
- 1972 : Les Enquêtes du commissaire Maigret de Jean-Louis Muller, épisode : Pietr le Letton : Madame Swann
- 1973 : Un grand amour de Balzac de Jacqueline Audry et Wojciech Solarz, adapté de la biographie d'Honoré de Balzac : le rôle de Laure de Surville
- 1977 : Les Confessions d'un enfant de chœur de Jean L'Hôte : la mère de Pierre
- 1977 : Un juge, un flic de Denys de La Patellière, première saison (1977), épisode : Le Crocodile empaillé
- 1977 : Les Cinq Dernières Minutes : Nadine de Philippe Joulia
- 1981 : Au théâtre ce soir : Le Président Haudecœur de Roger Ferdinand, mise en scène Jean-Laurent Cochet, réalisation Pierre Sabbagh, Théâtre Marigny

### Cinéma
- 1960 : Il suffit d'aimer de Robert Darène : « Bernadette Soubirous »
- 1965 : Les Ruses du diable de Paul Vecchiali : « Solange »
- 1969 : La Horse de Pierre Granier-Deferre : « Louise »
- 1971 : Le Sauveur de Michel Mardore : « Nanette »
- 1981 : Votre enfant m'intéresse de Jean-Michel Carré : « la Philanthrope »
- 1988 : Cher frangin de Gérard Mordillat : « la mère du Frangin »
- 2006 : Ne le dis à personne de Guillaume Canet : « la mère d'Alexandre »